# Egnach
Egnach (toponimo tedesco) è un comune svizzero di 4 681 abitanti del Canton Turgovia, nel distretto di Arbon.

## Geografia fisica
Egnach si affaccia sul lago di Costanza.

## Storia
Dal suo territorio nel 1857 fu scorporata la località di Frasnacht, divenuta comune autonomo.

## Società

### Evoluzione demografica
L'evoluzione demografica è riportata nella seguente tabella (fino al 1850 con Frasnacht):
Abitanti censiti

## Amministrazione
Ogni famiglia originaria del luogo fa parte del cosiddetto comune patriziale e ha la responsabilità della manutenzione di ogni bene ricadente all'interno dei confini del comune.

## Infrastrutture e trasporti
Egnach è servito dall'omonima stazione sulla ferrovia Sciaffusa-Rorschach.